# Gładka Kotelnica
Gładka Kotelnica (słow. Hladká Kotolnica, niem. Glatte Kesselkoppe, niem. Sima-Katlanos) – wznosząca się na wysokość 1990 m dwuwierzchołkowa czuba skalna w grani Liptowskich Murów, będącej fragmentem grani głównej Tatr. Znajduje się między Gładką Ławką (Hladká lávka, ok. 1965 m) i Wyżnią Kotelnicową Ławką (Vyšná kotolnicová lávka, ok. 1975 m) w grani, którą biegnie granica polsko-słowacka. Przejście granią Gładkiej Kotelnicy jest łatwe (0 w skali tatrzańskiej). Na północ opada skalistym, stromym zboczem do Czarnego Stawu Polskiego, na południe również skałami do Doliny Koprowej. W północne stoki między Gładką Kotelnicą i Wielką Kotelnicą wcina się Usypisty Żleb.
Pierwsze znane przejście turystyczne:
- latem – Teodor Eichenwald, Ferdynand Rabowski, Jan Bachleda Tajber, Wojciech Tylka Suleja, 5 sierpnia 1902 r. (z Gładkiej Przełęczy przez Gładki Wierch do Czarnej Ławki),
- zimą – Adam Karpiński, Wilhelm Smoluchowski, 8 kwietnia 1925 r.[3]